# Suzanne Birt
Suzanne Birt, z domu Gaudet (ur. 2 października 1981 w Summerside), kanadyjska curlerka, największe sukcesy odnosiła w rywalizacji juniorek. 
Swoje pierwsze mistrzostwa prowincji Birt wygrała w 1998. Na mistrzostwach Kanady po porażce 6:4 z Melissą McClure (Nowy Brunszwik) zdobyła brązowy medal. W 1999 ponownie wystąpiła na Canadian Juniors, jednak przegrała i wygrała po 6 meczów co dało jej 7. miejsce. Na kolejnych mistrzostwach Birt również reprezentowała Wyspę, po fazie grupowej zajmowała z bilansem 10:2 1. miejsce. W finale Birt przegrała ze Saskatchewanem 5:7.
W 2001 w finale prowincji pokonała 10:2 Erikę Nabuurs. W tym roku wygrała również Canadian Juniors, po rundzie każdy z każdym z bilansem 9:2 zajmowała 2. miejsce. Wygrała finał z Ontario 5:2, a następnie finał ze Saskatchewanem 5:3. Na koniec rundy grupowej na mistrzostwach świata zajmowała ex aequo 1. miejsce ze Szwajcarią. W półfinale Kanada łatwo pokonała Japonię 11:3 i w finale Birt zmierzyła się z reprezentacją Szwecji. Mecz ten zakończył się wynikiem 6:4 dla Kanadyjek. Był to 7. złoty medal dla Kanady w rywalizacji juniorek.
W następnym roku Birt również wygrała mistrzostwa prowincji. W mistrzostwach Kanady po rundzie każdy z każdym ponownie zajmowała 2. miejsce, w finale Wyspa Księcia Edwarda pokonała Nową Fundlandię i Labrador 6:4. Na mistrzostwach świata po fazie grupowej z bilansem 8:1 Kanada zajmowała 2. miejsce. Drużyna Birt przegrała półfinałowy mecz z USA 6:7 jednak zdobyła brązowy medal pokonując w małym finale Włoszki 9:8.
Birt wystartowała następnie w rozgrywkach seniorek, wygrała swój pierwszy turniej prowincjonalny. Na Scott Tournament of Hearts 2003 zajęła 1. miejsce po rundzie każdy z każdym. Jednak przegrała playoff z poprzednią mistrzynią Jennifer Jones 3:6. W półfinale uległa Nowej Fundlandii i Labradorowi 5:6. 
W 2004 obroniła tytuł mistrza Wyspy Księcia Edwarda, na Scott Tournament of Hearts 2004 zajęła z bilansem 2:9 11. przedostatnie miejsce. Na następnych mistrzostwach prowincji zdobyła srebrny medal. Po roku drużyna Birt odzyskała tytuł mistrzowski w prowincji i utrzymywała go do 2009. Podczas Scott Tournament of Hearts 2006 z bilansem 4:7 Birt zajęła 9. pozycję. Na kolejnych mistrzostwach po fazie grupowej Wyspa Księcia Edwarda zajmowała 4. miejsce i ostatecznie nie zmieniło się to po przegranej z Manitobą 4:9. Scotties Tournament of Hearts 2008 Birt zakończyła na 10. miejscu z rezultatem 3:8. 
Suzanne poślubiła Trevora Birta w czerwcu 2008, przyjmując jednocześnie jego nazwisko.
W 2009 na Prince Edward Island Scotties Tournament of Hearts 2009 Suzanne Birt zajęła 3. miejsce. Po dwóch latach triumfowała w mistrzostwach prowincji, podczas Scotties Tournament of Hearts 2011 wygrała 6, a przegrała 5 meczów i została sklasyfikowana na 6. pozycji. Na mistrzostwach Kanady wystąpiła ponownie w 2013, jej zespół uplasował się na 7. miejscu. 
Podczas mistrzostw prowincji 2014 Birt wygrała tylko jeden mecz i została sklasyfikowana na ostatniej pozycji. Rok później sytuacja odwróciła się, ekipa Birt w finale pokonała 10:4 Kathy O’Rourke. Na Scotties Tournament of Hearts 2015 zawodniczki z Wyspy Księcia Edwarda wygrały 3 z 11 meczów, uplasowały się na 9. miejscu.

## Drużyna
| Rok       | Czwarta      | Trzecia              | Druga             | Otwierająca       |
| --------- | ------------ | -------------------- | ----------------- | ----------------- |
| 2013/2015 | Suzanne Birt | Shelly Bradley       | Michelle McQuaid  | Susan McInnis     |
| 2012/2013 | Suzanne Birt | Shelly Bradley       | Sarah Fullerton   | Leslie MacDougall |
| 2010/2012 | Suzanne Birt | Shelly Bradley       | Robyn MacPhee     | Leslie MacDougall |
| 2009      | Suzanne Birt | Shelly Bradley       | Leslie MacDougall | Stefanie Clark    |
| 2008 2007 | Suzanne Birt | Robyn MacPhee        | Carol Webb        | Stefanie Clark    |
| 2006      | Suzanne Birt | Susan McInnis        | Nancy Cameron     | Tricia Affleck    |
| 2005      | Suzanne Birt | Susan McInnis        | Janice MacCallum  | Nancy Cameron     |
| 2004      | Suzanne Birt | Susan McInnis        | Janice MacCallum  | Tricia Affleck    |
| 2003      | Suzanne Birt | Rebecca Jean MacPhee | Robyn MacPhee     | Susan McInnis     |
| 2002      | Suzanne Birt | Robyn MacPhee        | Carol Webb        | Kelly Higgins     |
| 2001 2000 | Suzanne Birt | Stefanie Richard     | Robyn MacPhee     | Kelly Higgins     |
| 1999 1998 | Suzanne Birt | Stefanie Richard     | Stephanie Pickett | Kelly Higgins     |